# Bosonaya
Bosonaya fue una moneda labrada en Cataluña durante tres años. 
Al rey D. Alfonso II atribuye Bruniquer la creación de la moneda bosonaya y fija su institución en el año 1185 pero el cronicón Barcinonense desmiente su autoridad haciendo autor de ella a D. Pedro el Católico que la labró de 1209 hasta 1212 durando solamente tres años
:...anno MCCIX fuit aspersa moneta dicta bosonaya, quae duravit tres annos scilicet usque in anno MCCXII.
No obstante, de dársele este nombre en el cronicón Barcinonense nuestros escritores la nombran con tanta variedad que apenas puede saberse como debemos llamarla. Bussana, bussanaya, buasaria, basouaya, se escribe por Marquilles, Ducange, Bruniquer, Campillo, y Capmany y aun el rey Don Jaime en un privilegio concedido a Valencia en el año 1247 la nombra baçonaila y balconaya el rey Pedro IV en otro privilegio del año 1343. La nombramos bosonaya como Ducange y Marca, que es el idioma que hablan los cronicones que citan. Es cierto que fue una especie de moneda que circuló en el principado de Cataluña. 
En el citado privilegio de D. Pedro IV de 1343 que cita Marquilles, no solo suena el nombre de la moneda balçonaya, sino también que fue materia o pasta para labrar moneda. Con él concedió a Barcelona en las calendas de mayo de dicho año que libremente sin incurrir en pena alguna pudiesen los vasallos vender la plata pura o con mezcla así labrada como en pasta, permitiendo igualmente la extracción de la moneda o bosonaya, billón o balçonaya exceptuando la moneda barcelonesa. Así habla el diploma:
montetam sive bossonayam, billonum, vel baloçnayam quamlibet, moneda Barchinonensi dumtaxat excepta...
La bosonaya en aquella época no era moneda barcelonesa porque se permitía la extracción del billón o bosonaya prohibiendo la de la moneda barcelonesa ¿Para qué la excepción si la bosonaya hubiese sido moneda barcelonesa? Cuando se creó la moneda debía ser efectiva y corriente y después dejó de serlo pasando a ser pasta o materia para acuñarla como el billón bajo cuyo nombre al principio se entendía una clase de moneda batida y labrada con mezcla de cobre y plata y todavía el nombre de billón se aplica a los reales castellanos y después pasó a ser pasta o materia para acuñar moneda. Así mismo puede conjeturarse que aconteciese en la bosonaya. 
La poca duración de esta moneda hace más difícil su hallazgo y la escasez de noticias y oscuridad del siglo presentan mayor dificultad para descifrarla. Puede conjeturarse que en el anverso habría estampado el busto del rey coronado en medio cuerpo, en la circunferencia Petrus Rex, mal formada la x que serviría al mismo tiempo de x y de cruz, como se observa en las monedas godas, en la de Recaredo batida en Barcelona y en las catalanas de terno acuñadas por  Jaime el Conquistador. En el reverso, las cuatro barras de Cataluña o una cruz con róeles y arandelas con la leyenda en la circunferencia de Barcino. 
Estos son los signos aunque equívocos que pueden apuntarse para el conocimiento de estas monedas que serán rarísimas si es que existan en algún monetario. El valor del marco puede también servir de guía para aclararlas. Bruniquer afirma que tenía el valor de cincuenta y un sueldos cuya opinión siguen Campillo y Capmany. A cada marco correspondía rendir 612 dineros bosonayes, cada dinero debía ser de peso de siete granos y medio y cada sueldo de dos adarmes dieciocho granos.